# Cyrille Carré
Cyrille Carré (Auxerre, 11 maggio 1984) è un canoista francese campione del mondo ai mondiali di Duisburg 2007 nel K2 1000 metri.
Ha rappresentato la Francia a tre edizioni consecutive dei Giochi olimpici: Pechino 2008, Londra 2012 e Rio de Janeiro 2016.

## Palmarès
- Mondiali velocità

Duisburg 2007: oro nel K2 1000 m.
Mosca 2014: bronzo nel K1 5000 m.
Seghedino 2019: bronzo nel K2 1000 m.
- Europei velocità

Pontevedra 2007:
Milano 2008: bronzo nel K2 1000 m.
- Europei maratona

Copenaghen 2013: bronzo nel K1
- Giochi del Mediterraneo

Almería 2005: argento nel K1 1000 m.
- Giochi europei

Baku 2015: bronzo nel K1 5000 m.